# Magnificent Glorification of Lucifer
Magnificent Glorification of Lucifer (v překladu Velkolepé velebení Lucifera) je třetí studiové album kolumbijsko-americké black metalové skupiny Inquisition z roku 2004, které vyšlo u německého vydavatelství No Colours Records. Vyšlo jako vinylové LP, CD, digipak a audiokazeta.

## Seznam skladeb
1. Baptized in Black Goat Blood – 03:37
2. Crush the Jewish Prophet – 02:54
3. Under the Black Inverted Pentagram – 05:09
4. Of Blood and Darkness We Are Born – 04:27
5. Dark Mutilation Rites – 04:07
6. Magnificent Glorification of Lucifer – 04:19
7. Impaled by the Cryptic Horns of Baphomet – 03:18
8. We Summon the Winds of Fire (For the Burning of All Holiness) – 04:15
9. Eternal Loyalty to Our Lord Satan – 05:19
10. Outro – 13:45

## Sestava
- Dagon – vokály, kytara
- Incubus – bicí